# Cherry (Unternehmen)
Die Cherry SE ist ein börsennotierter deutscher Hersteller von Peripheriegeräten für Desktop-Computer mit rechtlichem Sitz in München. Bei Tastaturen mit mechanischen Schaltern zählt Cherry mit seiner „MX-Technik“ zu den Marktführern.
Ursprünglich wurde das Unternehmen 1953 unter dem Namen CHERRY Electrical Products in den Vereinigten Staaten gegründet. Als Hersteller von Elektrotechnik, vorwiegend Schalter und Sensoren, wuchs das Unternehmen ab 1965 vor allem als Zulieferer für die Automobilindustrie und expandierte in den 1970er Jahren nach Asien und Europa. Nach der Umwandlung in eine Aktiengesellschaft 1978 folgte im Jahr 2000 deren Aufspaltung. Das Kernunternehmen Cherry Corporation übernahm Peter Cherry, der Sohn des Gründers. Im Herbst 2008 verkaufte er seine Anteile an den Automobilzulieferer ZF Friedrichshafen, der den Namen in ZF Electronics GmbH änderte. Im Juli 2011 wurde die Tochtergesellschaft auf die Industrietechnik-Sparte der Muttergesellschaft verschmolzen. Der Name Cherry blieb nur bei der amerikanischen Tochter und als Marke erhalten.
Der ehemalige Teilbereich Peripheriegeräte wurde vier Jahre später vom übrigen Geschäft getrennt, am 1. Januar 2016 als Cherry GmbH ausgegründet und im Oktober des gleichen Jahres an die Beteiligungsgesellschaft GENUI GmbH aus Hamburg verkauft.

## Geschichte
Das Unternehmen wurde 1953 von Walter Lorain Cherry (1917–1996) in Highland Park, Illinois in den Vereinigten Staaten unter dem Namen CHERRY Electrical Products gegründet und nach seinem Tod von seinem Sohn Peter weitergeführt. Es wird berichtet, das Unternehmen habe seine Produktion zunächst in einem Restaurantkeller aufgenommen, aber nach nur einem Jahr schon 200.000 US-Dollar Umsatz und einen Gewinn von 15.000 Dollar erwirtschaftet. Im Jahr 1963 wurde unter dem Namen CHERRY Mikroschalter GmbH eine deutsche Tochtergesellschaft gegründet, die im Jahr 1969 neu erbaute Geschäftsräume in Bayreuth beziehen konnte.
Ab 1965 belieferte das Unternehmen die amerikanische Autoindustrie mit seinen Schaltern und begann bald darauf mit dem Bau eines neuen Hauptquartiers mit Geschäftsräumen und Produktionsanlagen in Waukegan, Illinois, das 1970 fertiggestellt wurde. 1972 gründete Cherry das Joint Venture Hirose CHERRY Precision Company in Kawasaki, Japan und expandierte mit der CHERRY Electrical Products Ltd. auch ins Vereinigte Königreich. Im Jahr 1973 brachte Cherry schließlich eine Produktlinie mit Computertastaturen auf den Markt.
1978 wurde das Unternehmen in eine Aktiengesellschaft umgewandelt. Die deutsche Tochter wechselte als Cherry GmbH ihren Sitz im Jahr 1979 nach Auerbach in der Oberpfalz. In den folgenden Jahren wuchs das Unternehmen ständig weiter und gründete 1980 eine Niederlassung in Frankreich, 1988 die Tochter Cherasia Ltd. in Hongkong, 1992 CHERRY Australia Pty. Ltd. in Melbourne, 1993 CHERRY SRO in der Tschechischen Republik und 1994 TVS CHERRY Private Ltd., ein Joint Venture mit der TVS Group in Indien.

### Cherry Corporation

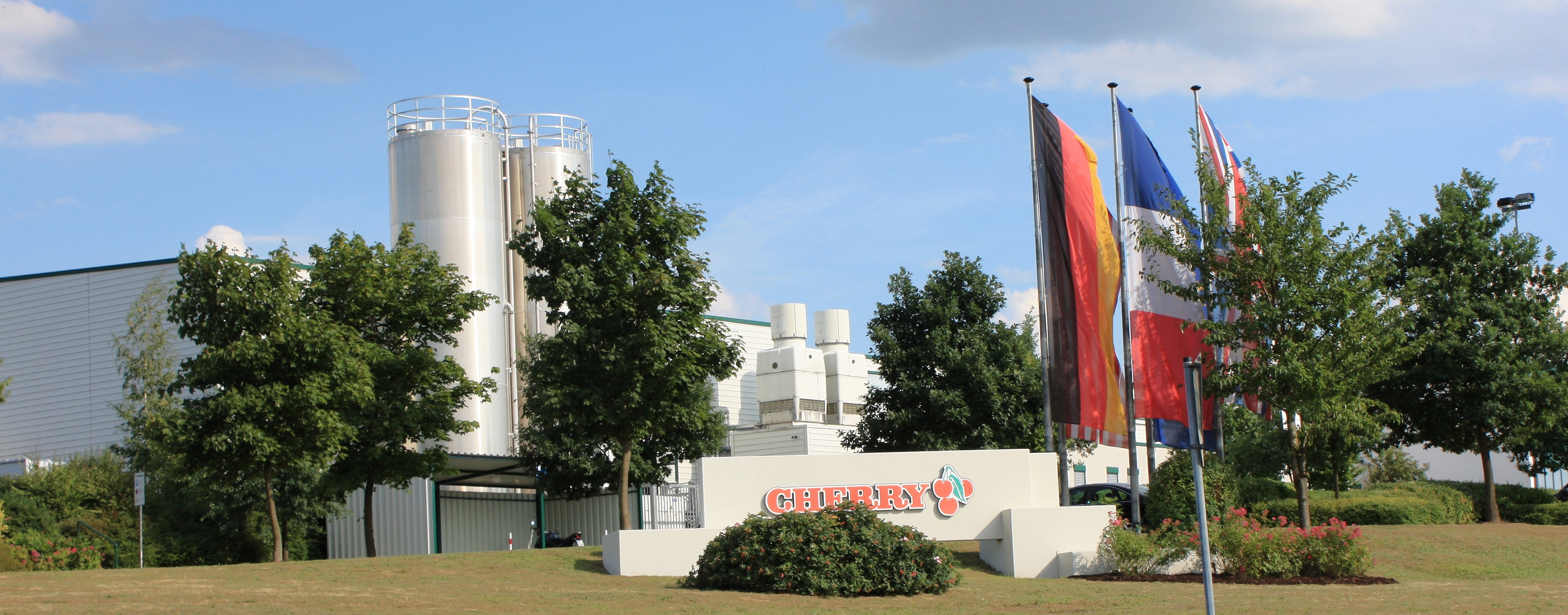
Ehemaliges Werk Bayreuth, heute zu ZF Friedrichshafen

Unternehmens- und Markenlogo von 2005 bis 2008

Die CHERRY Semiconductor wurde im Jahr 2000 verkauft und die verbleibende Cherry Corporation mit Sitz in Pleasant Prairie, Wisconsin ging wieder in Privatbesitz über. Das Unternehmen bediente auch weiterhin die Automobil-, Hausgeräte- und Computer-Industrie mit seinen Produktionsstätten in Europa, Amerika und Asien, sowie weltweiten Verkaufsbüros und Vertriebspartnern. Nach Unternehmensangaben waren von Cherry gefertigte Schalter und andere Bauteile in mehr als 80 Prozent der im Jahr 2005 in Europa produzierten PKWs verbaut.
Im Jahr 2007 beschäftigte Cherry weltweit rund 3.100 Mitarbeiter, davon rund die Hälfte in Deutschland, und erwirtschaftete einen Umsatz von 400 Millionen US-Dollar, wovon rund 65 Prozent auf Europa entfielen. Von der deutschen Niederlassung in Auerbach wurde auch ein Zweigwerk im Bayreuther Stadtteil Wolfsbach mit rund 200 Mitarbeitern betreut. Dieses Werk wurde 1995 neu errichtet und vereinte die beiden früheren Bayreuther Werke in einem Gebäudekomplex. In erster Linie werden in Wolfsbach Baugruppen für die Automobilindustrie im Spritzgussverfahren hergestellt. Die Fertigung in Deutschland umfasste Bauteile aus den Bereichen Automotive, Informationstechnik, Hausgeräte, Elektrotechnik und Maschinenbau.
Im Geschäftsfeld Automotive wurden Anwendungen in den Bereichen Karosserie, Komfort und Sicherheit sowie Antriebsstrang hergestellt. Dazu gehörten Schalter- und Sensorlösungen für das Automobil. Seit 1997 hatte sich der Umsatz des Geschäftsfeldes Automotive verdreifacht. Touch-Controls auf Basis von Infrarot-Technologie, elektronische Drehwahlschalter oder mechanische Präzisionsmikroschalter fanden in Waschmaschinen, Trocknern, Geschirrspülern oder elektrischen Herden und Ceran-Kochfeldern Verwendung.

### ZF Electronics GmbH und ZF Friedrichshafen AG

Markenlogo von 2008 bis 2012

Im Herbst 2008 verkaufte Peter Cherry, Eigentümer und CEO, sein Unternehmen an den Automobilzulieferer ZF Friedrichshafen. Als hundertprozentige Tochter des ZF-Konzerns wurde Cherry anschließend in ZF Electronics GmbH umfirmiert und der Hauptsitz von Pleasant Prairie, Wisconsin nach Auerbach in der Oberpfalz verlegt. Im Juli 2011 fand die Verschmelzung mit der ZF Friedrichshafen AG statt.

### Cherry GmbH
Zum 1. Januar 2016 wurde der Unternehmensbereich „Computer Input Devices“ (Computereingabegeräte), der zuletzt 12 Prozent des Gesamtumsatzes erwirtschaftet hatte, als Cherry GmbH wieder aus der ZF Friedrichshafen AG ausgegliedert. Der Bereich „Cherry Industrial Solutions“ (Schalter und Sensoren), mit Produkten vor allem für die Automobilindustrie, verblieb bei der Muttergesellschaft. ZF Friedrichshafen kündigte daraufhin an, ab 2017 für Industrielösungen den Markennamen Cherry nicht länger zu verwenden.
Bei der Cherry GmbH folgte im Oktober 2016 ein Management-buy-out. Sämtliche von der ZF Friedrichshafen AG gehaltenen Anteile wurden an die Cherry-Geschäftsführung und die Beteiligungsgesellschaft GENUI GmbH aus Hamburg als neuer Haupteigentümerin verkauft.
Cherry gehört zu den Unterstützern der FIDO-Allianz, die 2013 den Industriestandard Universal Second Factor (U2F) für eine allgemein anwendbare Zwei-Faktor-Authentifizierung entwickelt hat.
Im November 2017 wurde bekannt, dass Cherry bis Ende 2019 die Errichtung eines neuen Werkes in Auerbach in der Oberpfalz plant. Das Gelände in der Cherrystraße und das Werk in Bayreuth sind nach dem Verkauf an GENUI bei der ZF Friedrichshafen AG verblieben. Die Cherry GmbH tritt damit zunächst bis zur Errichtung des eigenen Werkes als Untermieter auf. Im Mai 2018 übernahm Rolf Unterberger das Amt des Geschäftsführers von Manfred Schöttner, der altersbedingt ausschied.

### Cherry AG
Im April 2019 wurde die Cherry AcquiCo GmbH gegründet, um sie später als Akquisitionsvehikel zu verwenden. Mit Wirkung zum 30. September 2020 wurde sie neues Mutterunternehmen der Cherry-Gruppe, indem sie die Cherry Holding GmbH erwarb. Anschließend wurde die Cherry AcquiCo GmbH in die Cherry AG mit Sitz in München umgewandelt, auf die im April 2021 das Unternehmen verschmolzen wurde. Die Cherry AG ging im Sommer 2021 an die Börse, der erste Handelstag an der Börse Frankfurt war der 29. Juni 2021.

### Cherry SE
Zum Jahreswechsel 2022/23 wurde die Cherry AG in die jetzige Cherry SE umgewandelt.

## Produkte

### Computereingabegeräte

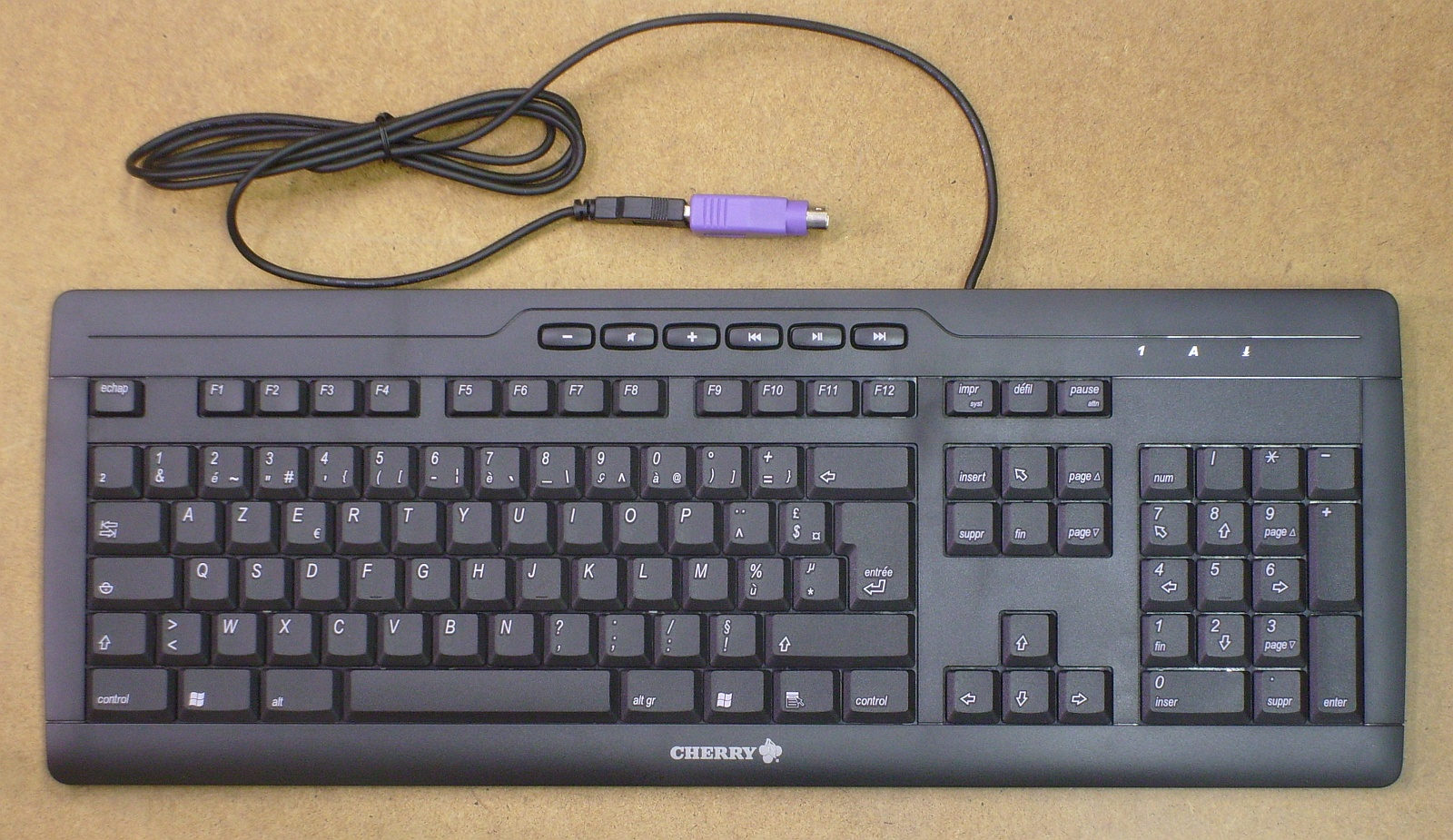
PC-Tastatur Cherry G85-23000FR-2, PS/2 und USB, französisches Tastaturlayout

Cherry ist in erster Linie als Hersteller von Eingabe-Tastaturen bekannt. Durch die Integration von Magnet- und Chipkartenlesern und biometrischen Fingerabdruck-Sensoren entstanden Spezialtastaturen für Anwendungen in den Bereichen Gesundheitswesen, Security, Point of Sale (PoS). Mehrere Cherry-Eingabegeräte wurden durch das Bundesamt für Sicherheit in der Informationstechnik (BSI) nach den Common Criteria for Information Technology Security Evaluation zertifiziert. Cherry entwickelt seine Produkte gemeinsam mit Authentec, Gemalto oder Bromba.

### Cherry-MX-Schalter

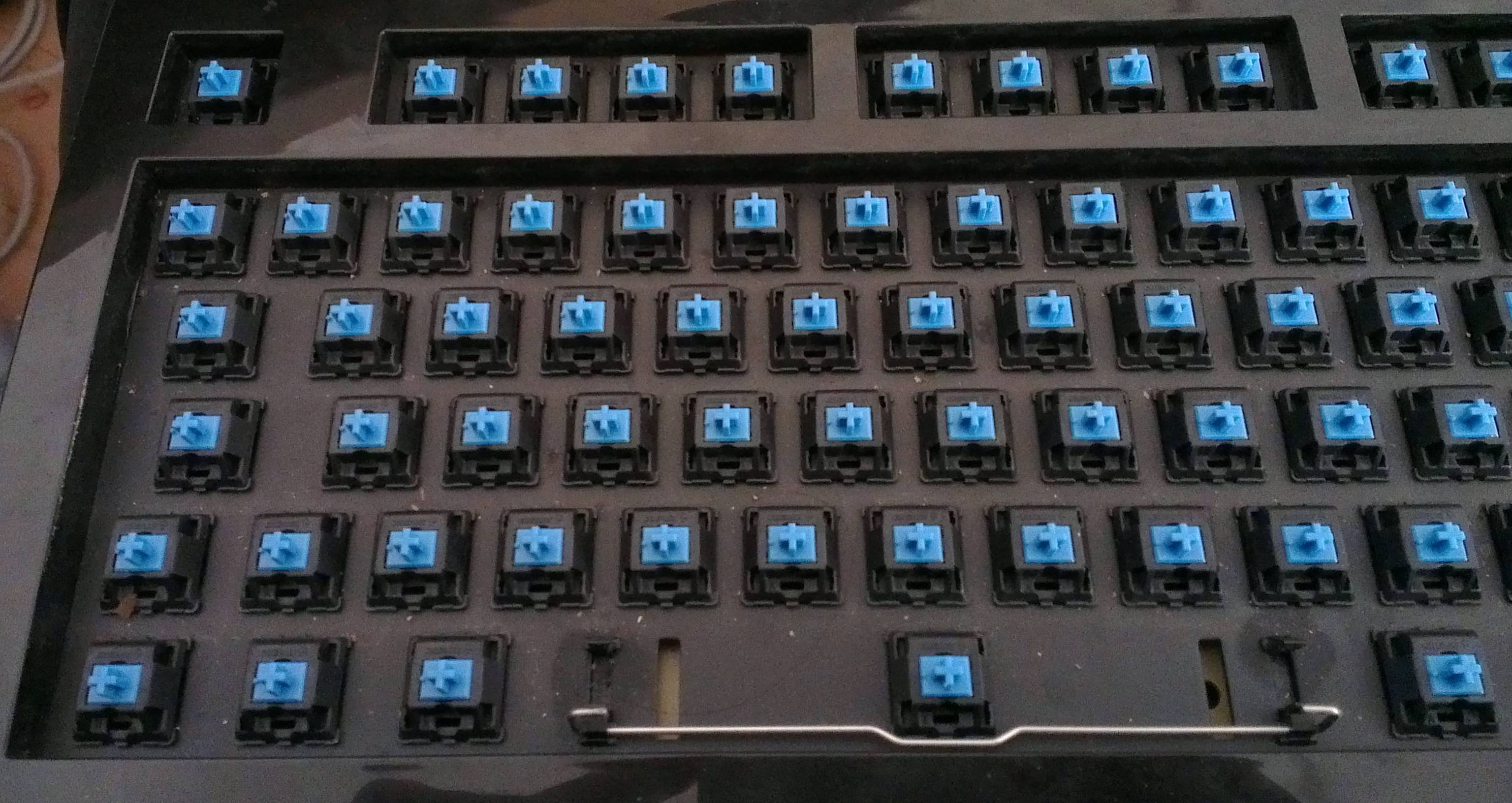
Cherry-MX-Blue-Schalter in einer mechanischen Tastatur

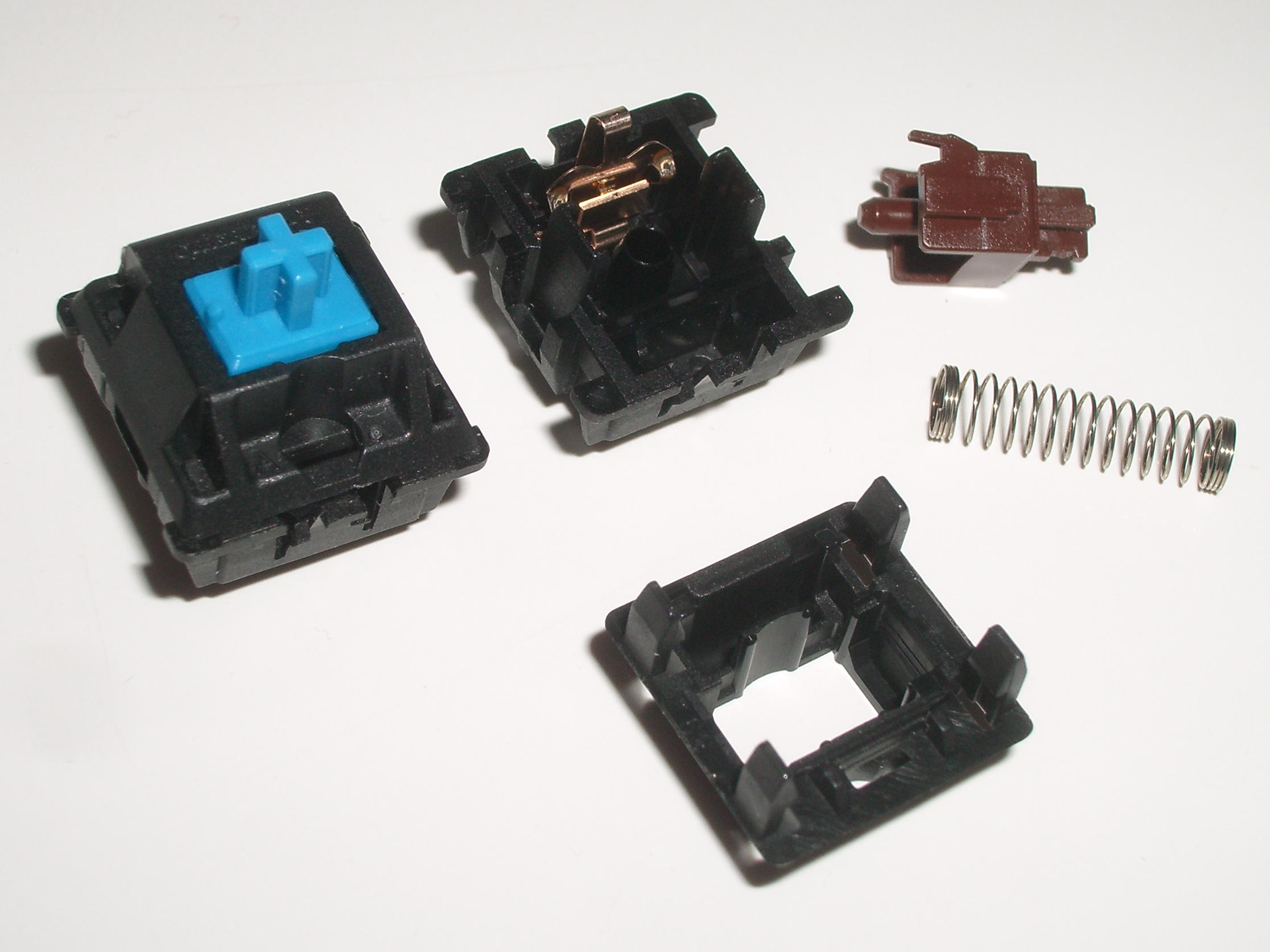
Cherry-MX-Schalter: Cherry MX Blue geschlossen (links) und Cherry MX Brown, geöffnet (Mitte und rechts)

Cherry MX ist neben ALPS und IBM Buckling spring die am weitesten verbreitete Variante von Tastern in mechanischen Tastaturen. Cherry-MX-Schalter, die technisch gesehen de facto Taster sind, wurden Anfang der 1980er Jahre erfunden und patentiert (Patent  US4467160.‌). Es gibt sie in verschiedenen Ausführungen, die üblicherweise nach ihrer Farbe benannt sind und sich durch ihre Betätigungsart und die nötige Betätigungskraft unterscheiden. Die gebräuchlichsten Ausführungen sind Schwarz und Rot (linear) sowie Braun und Blau (taktil). Bei der Betätigung eines taktilen Tasters muss auf halbem Weg ein Widerstand überwunden werden, der ein taktiles Feedback zurückmeldet. Manche Arten besitzen zusätzlich dazu noch einen beweglichen Schlitten, der bei der Auslösung für den typischen Click-Ton verantwortlich ist.
Für die meisten dieser mechanischen Schalter kann Cherry 100 Millionen Schaltvorgänge garantieren, da winzige Schweißpunkte aus Gold frei von Korrosion den Schaltkontakt herstellen. Daher ist Cherry der einzige Hersteller, der von anderen Herstellern auf der Verpackung ihrer Tastaturen als Qualitätsmerkmal genannt wird.

## Sonstiges
Cherry produziert jährlich 500 bis 600 Millionen Schalter. Im Lager in Hongkong, von dem aus die Kunden in Fernost beliefert werden, wird ein Puffer von 120 Millionen Schaltern aufgebaut. In südchinesischen Zhuhai stellt Cherry unter eigenem Namen Tastaturen, Mäuse und Headsets her.
Das Unternehmen in Auerbach ist eines von nur zwei Unternehmen in Deutschland, die eine Zertifizierung für Chipkarten-Lesegeräte haben, wie sie in Arztpraxen und Kliniken verwendet werden. Stand März 2022 waren bereits 64.000 Stück verkauft.
Anfang 2023 hat die Cherry SE die Übernahme der beiden Gesellschaften Xtrfy Gaming AB, Landskrona (Schweden), und der Built on Experience AB, Landskrona (Schweden), abgeschlossen. Beide Gesellschaften produzieren vorwiegend Gamingtastaturen und -mäuse unter dem Markennamen „Xtrfy“.
Im Februar 2023 stellte das Unternehmen eigene Mikrofone mit dazugehörigem Zubehör für den Gamingbereich und Büroanwendungen vor.

## Auszeichnungen
- 2005 vergab die Jury des Industriewettbewerbs Industrial Excellence Award den Preis für die europaweit beste Fabrik an die Cherry GmbH in Auerbach in der Oberpfalz.
- 2006 erhielt das Unternehmen den Automotive Lean Production Award des Branchenwirtschaftsmagazins Automobil-Produktion.
- 2008 erhielt das Werk in Bayreuth die Auszeichnung Bayerischer Qualitätspreis 2008 für Unternehmensqualität in Produktionsunternehmen der Industrie.[18]
- 2022 wurde Cherry von den Juroren des Plus X Award zur „Besten Marke des Jahres“ in der Kategorie Tastaturen gekürt.[19]